# Ctenophthalmus audax
Ctenophthalmus audax är en loppart som beskrevs av Jordan et Rothschild 1913. Ctenophthalmus audax ingår i släktet Ctenophthalmus och familjen mullvadsloppor.

## Underarter
Arten delas in i följande underarter:
- C. a. audax
- C. a. anarcus
- C. a. szaboi